# Heinrich August Marschalk von Ostheim
Heinrich August Marschalk von Ostheim (* 1726; † 1809) war ein deutscher Beamter und Offizier.

## Leben
Heinrich August Marschalk von Ostheim war der Sohn von Johann Heinrich Marschalk von Ostheim zu Marisfeld (1685–1731) und dessen Ehefrau Elisabetha Dorothea Sophia, geborene von Bibra (1699–1756). Nach dem frühen Tod des Vaters zog die Mutter mit den Kindern nach Bamberg und trat dort 1734 zum katholischen Glauben über.
Heinrich August Marschalk von Ostheim schlug zunächst eine militärische Karriere ein. Er wurde Soldat in preußischen, dann in kurmainzischen und 1745 in Bamberger Diensten. Im Hochstift Bamberg stieg er auf und wurde 1770 bis 1775 im Range eines Obersten Kommandeur der Festung Kronach. Danach diente er bis 1796 in gleicher Funktion in der Festung Forchheim. Am 2. Februar 1786 wurde er zum Generalmajor befördert. Am 23. Juli 1787 erhielt er den Oberbefehl über alle Bamberger Truppen.
Neben seiner militärischen Karriere war er 1763 in den Deutschen Orden eingetreten. 1778–1784 war er Komtur der Kommende Ramersdorf und 1792–1794 der Deutschordenskommende St. Aegidius (Aachen). Entgegen seinem Ordensgelübde hatte er eine Beziehung zu seiner Nichte, der Stiftsdame Karolina Wilhelmine Luise Güß von Güßenberg (ca. 1740–1812). Dieser Beziehung entsprang der gemeinsame Sohn Franz Friedrich (1768–1812). Er erhielt zunächst den Namen "von Ostheim". Da nicht nur der Marisfelder Zweig der Familie Marschalk von Ostheim auszusterben drohte, bat Heinrich August Marschalk von Ostheim um Ende des 18. Jahrhunderts um Dispens von seinem Ordensgelübde. Nach dem erfolgten Dispens heiratete er 1799 die Mutter und erkannte die Vaterschaft an. Danach wurde der Dispens jedoch widerrufen. Nachdem 1782 bereits eine Linie der Marschalk von Ostheim ausgestorben war, starb 1803 die nächste aus. 1804 wurde der Dispens vom Klerus erneuert, damit Lehen und Besitz in katholischer Hand bleiben sollten. Die Erbansprüche von Franz Friedrich bleiben jedoch umstritten und Gegenstand eines jahrzehntelangen Rechtsstreits mit den kognatischen Erben.